# شیکور
شیکور (به فرانسوی: Chicourt) یک کمون در فرانسه است که در Canton of Delme واقع شده‌است.

## خصوصیات
شیکور ۵٫۵۲ کیلومترمربع مساحت و ۹۸ نفر جمعیت دارد.